# لورانس إي. روبرتس
لورانس إي. روبرتس (بالإنجليزية: Lawrence E. Roberts)‏ هو طيار وضابط أمريكي، ولد في 9 ديسمبر 1922 في Vauxhall, New Jersey ‏ في الولايات المتحدة، وتوفي في 12 أكتوبر 2004 في مسيسيبي في الولايات المتحدة.